# 沃什塞切尼
沃什塞切尼，是匈牙利沃什州所辖的一个村，总面积17.95平方公里，总人口1433，人口密度79.8人/平方公里（2010年1月1日）。